# Comté d'Oliver
Pour les articles homonymes, voir Oliver.
Le comté d’Oliver est un comté des États-Unis situé dans l’État du Dakota du Nord. En 2010, la population était de 1 846 habitants. Son siège est Center. Le comté a été créé en 1885 et doit son nom à Harry S. Oliver de Lisbonne, un homme politique américain.

## Comtés adjacents
- Comté de McLean (nord-est)
- Comté de Burleigh (est)
- Comté de Morton (sud)
- Comté de Mercer (ouest)

## Principales villes
- Center

## Démographie
| 1890 | 1900 | 1910  | 1920  | 1930  | 1940  |
| ---- | ---- | ----- | ----- | ----- | ----- |
| 464  | 990  | 3 577 | 4 425 | 4 262 | 3 859 |

| 1950  | 1960  | 1970  | 1980  | 1990  | 2000  |
| ----- | ----- | ----- | ----- | ----- | ----- |
| 3 091 | 2 610 | 2 322 | 2 495 | 2 381 | 2 065 |

| 2010  | - | - | - | - | - |
| ----- | - | - | - | - | - |
| 1 846 | - | - | - | - | - |